# Tillandsia compacta
Tillandsia compacta är en gräsväxtart som beskrevs av August Heinrich Rudolf Grisebach. Tillandsia compacta ingår i släktet Tillandsia och familjen Bromeliaceae. Inga underarter finns listade i Catalogue of Life.